# IC 1166
IC 1166 ist ein interagierendes Galaxienpaar im Sternbild Nördliche Krone am Nordsternhimmel.
Entdeckt wurde das Objekt am 28. Juli 1892 vom französischen Astronomen Stéphane Javelle.